# Olivia van Rooijen

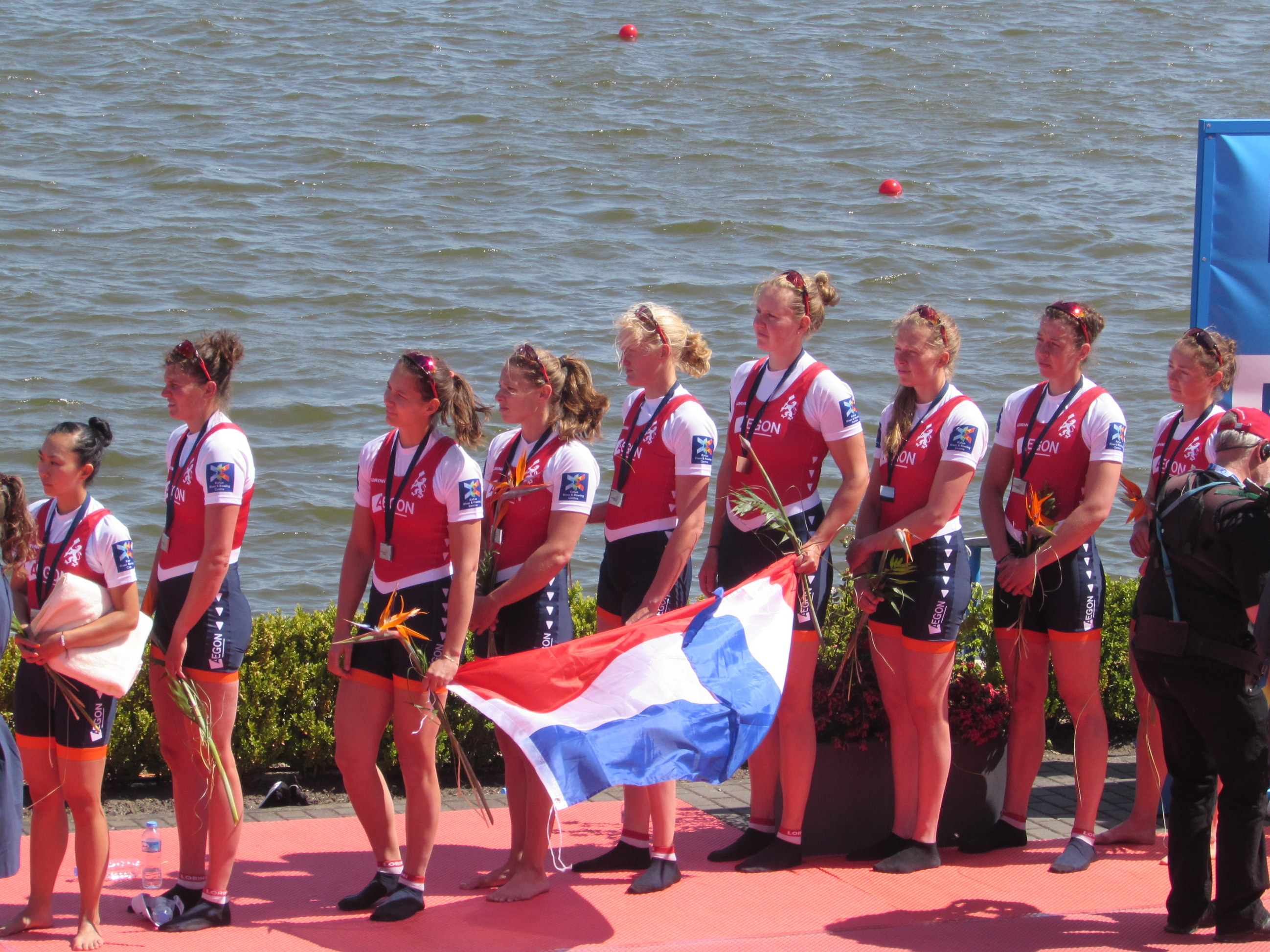
Der niederländische Achter bei der Siegerehrung der Ruder-EM 2016, Olivia van Rooijen ist die zweite von links

Olivia van Rooijen (* 29. Oktober 1988 in Amsterdam) ist eine niederländische Ruderin. Sie war Weltmeisterin 2017.

## Sportliche Karriere
Olivia van Rooijen begann 2000 mit dem Rudersport. 2005 belegte sie mit dem niederländischen Doppelvierer den achten Platz bei den Junioren-Weltmeisterschaften, 2006 kam das Boot auf den elften Platz. Bei den U23-Weltmeisterschaften 2008 gewann sie mit dem Vierer ohne Steuerfrau die Silbermedaille, 2009 erhielt sie zusammen mit Wianka van Dorp die Bronzemedaille im Zweier ohne Steuerfrau. Die beiden traten auch bei den Weltmeisterschaften 2009 im Zweier an, belegten dort aber nur den vierzehnten und vorletzten Platz. 2010 ruderte Olivia van Rooijen in zwei Weltcup-Regatten im Achter, bei den Weltmeisterschaften 2010 belegte sie mit Wianka van Dorp den zehnten und letzten Platz im Zweier. Im Jahr darauf starteten Wianka van Dorp und Olivia van Rooijen zusammen mit Elisabeth Hogerwerf und Femke Dekker im Vierer ohne Steuerfrau und gewannen bei den Weltmeisterschaften 2011 die Bronzemedaille. Für die Olympischen Spiele 2012 versuchten sich van Dorp und van Rooijen im Zweier ohne Steuerfrau zu qualifizieren, schieden aber im Hoffnungslauf der Qualifikationsregatta in Luzern aus. 
Bei den Weltmeisterschaften 2013 trat Olivia van Rooijen mit Elisabeth Hogerwerf im Zweier ohne Steuerfrau an und erreichte den fünften Platz. 2014 starteten Hogerwerf und van Rooijen im Doppelvierer, mit dem sie den vierten Platz bei den Europameisterschaften in Belgrad und den siebten Platz bei den Weltmeisterschaften in Amsterdam belegten. 2015 starteten van Rooijen und Hogerwerf bei den Europameisterschaften wieder im Zweier ohne Steuerfrau, die beiden gewannen die Silbermedaille. Bei den Weltmeisterschaften 2015 belegten die beiden den neunten Platz im Zweier und den sechsten Platz mit dem niederländischen Achter. In die Olympiasaison 2016 startete Olivia van Rooijen mit dem niederländischen Achter und dem Gewinn der Silbermedaille bei den Europameisterschaften. Zwei Wochen später qualifizierte sich der niederländische Achter in Luzern als letztes Boot für die Olympischen Spiele in Rio de Janeiro. Dort erreichten die Niederländerinnen den sechsten Platz.
Bei den Europameisterschaften 2017 gewann der niederländische Doppelvierer mit Olivia van Rooijen, Inge Janssen, Sophie Souwer und Nicole Beukers die Silbermedaille hinter dem deutschen Doppelvierer. Das Quartett war bei den Vorbereitungsregatten des Ruder-Weltcups 2017 jeweils hinter dem polnischen Vierer ins Ziel gelangt, konnte diesen bei den Weltmeisterschaften jedoch im Zielsprint überholen und sich damit den WM-Titel sichern. 2018 gewannen Olivia van Rooijen, Karolien Florijn, Sophie Souwer und Nicole Beukers die Bronzemedaille sowohl bei den Europameisterschaften als auch bei den Weltmeisterschaften. Im Jahr darauf ruderten Roos de Jong, Inge Janssen, Sophie Souwer und Olivia van Rooijen im niederländischen Doppelvierer. Bei den Europameisterschaften 2019 in Luzern gewann die Crew Silber hinter dem deutschen Doppelvierer. Drei Monate später erkämpften die Niederländerinnen in der Besetzung van Rooijen, Janssen, Souwer und Nicole Beukers Bronze bei den Weltmeisterschaften in Linz hinter den Chinesinnen und den Polinnen. 2020 trat der niederländische Doppelvierer in der Besetzung Laila Youssifou, Inge Janssen, Olivia van Rooijen und Nicole Beukers an. Bei den Europameisterschaften in Posen gewannen die Niederländerinnen den Titel vor den Deutschen und den Polinnen. Zu Beginn der Saison 2021 konnten die vier den Titel bei den Europameisterschaften vor dem Boot aus Großbritannien verteidigen. Bei den Olympischen Spielen in Tokio belegte die Crew den sechsten Platz.